# David Concha
David Concha Salas (ur. 20 listopada 1996 w Santanderze) – hiszpański piłkarz występujący na pozycji pomocnika, zawodnik Gamba Osaka (wypożyczony z Realu Sociedad).

## Życiorys

### Kariera klubowa
Występował w klubach: Racing Santander B, Racing Santander, CD Numancia i FC Barcelona B.
4 lipca 2015 podpisał kontrakt z hiszpańskim klubem Real Sociedad, skąd 9 marca 2019 został wypożyczony do japońskiego klubu Gamba Osaka (umowa do 1 stycznia 2020).

### Kariera reprezentacyjna
Był reprezentantem Hiszpanii w kategorii wiekowej U-19. Debiutował 13 listopada 2014 na stadionie Dimotiko Stadio Katerinis (Katerini, Grecja) w meczu towarzyskim przeciwko reprezentacji Niemiec U-19.

## Sukcesy

### Reprezentacyjne
Hiszpania U-19
- Zwycięzca Mistrzostw Europy U-19: 2015